# Francisco Garmendia
Francisco Garmendia Agirrezabalaga [también Aguirrezabalaga] (Azpeitia, 1946-Zumaya, 3 de diciembre de 2015) fue un sociólogo, catedrático universitario y político español.

## Biografía
Cursó sus estudios en Teoría Política en la Universidad de Múnich, donde se doctoró, y en Ciencias Políticas en la Complutense de Madrid. Desarrolló su labor educativa en la Universidad de Deusto (1977-2011) donde fue catedrático de Sociología, director del máster sobre Gestión del Conocimiento y decano de la Facultad en dos ocasiones. También dirigió la Escuela de Magisterio. En el ámbito político, fue el primer director general de Política Lingüística del Gobierno vasco, siendo lendakari Carlos Garaikoetxea.
Fue autor de diversas publicaciones sobre la situación social y política del País Vasco como Pueblo vasco y soberanía: aproximación histórica y reflexión ética, La democracia a debate. Democracia y participación o el libro La soberanía en relación al pueblo vasco: dos siglos de confrontación 1802-2002, aproximación histórica; además colaboró en obras colectivas como Debate sobre economía. La crisis anunciada o Política y valores en Vasconia.